# Forendówki (polana)
Forendówki, Stodolisko, Średnie Styki – duża polana w Pieninach Czorsztyńskich. Znajduje się na północnych stokach grzbietu ciągnącego się od Łączanej do Macelaka. Na mapie Geoportalu jej części mają nazwy: Forendówki, Stodolisko i Polanki, Józef Nyka podaje nazwy Stodolisko i Średnie Styki. Ta sama polana ciągnie się jeszcze dalej na północny wschód opadając do doliny Zagrońskiego Potoku. Ta druga jej część ma nazwę Pod Forendówką. Rozdziela je grzbiet biegnący od Łączanej do szczytu Średni Groń. Na grzbiecie tym pod lasem znajduje się szałas.
Forendówki to koszona łąka. Dawniej stała na niej kryta słomianą strzechą stodoła, w której trzymano siano, a jeszcze do lat 60. XX wieku część polany była zaorana. Północnym obrzeżem polany prowadzi niebieski szlak turystyczny. Rozciągają się z niego widoki na Pasmo Lubania i Beskid Sądecki. Na obrzeżu polany i lasu jest ławeczka dla turystów. Widoczny z niej jest masyw Lubania z wieżą widokową.
Polana Forendówki znajduje się na wysokości około 710–800 m. Jej środkiem biegnie terenowa droga równolegle do ścieżki szlaku turystycznego. Dzięki specyficznym warunkom glebowym, klimatycznym i geograficznym łąki i polany Pienińskiego Parku Narodowego były siedliskiem bardzo bogatym gatunkowo. W latach 1987–1988 znaleziono tu dwa rzadkie w Polsce gatunek porostów – płaskotka rozlana Parmeliopsis ambigua i Rinodina dubyana. Zmiana sposobu użytkowania polan lub zaprzestanie ich użytkowania sprawiło, że zmniejszyła się ich różnorodność gatunkowa.
Forendówki znajdują się w granicach wsi Tylka w województwie małopolskim, w powiecie nowotarskim, w gminie Krościenko nad Dunajcem.

## Szlaki turystyki pieszej
główny szlak pieniński, odcinek z przełęczy Szopka do przełęczy Osice. Czas przejścia: 1:20 h, 1:30 h.

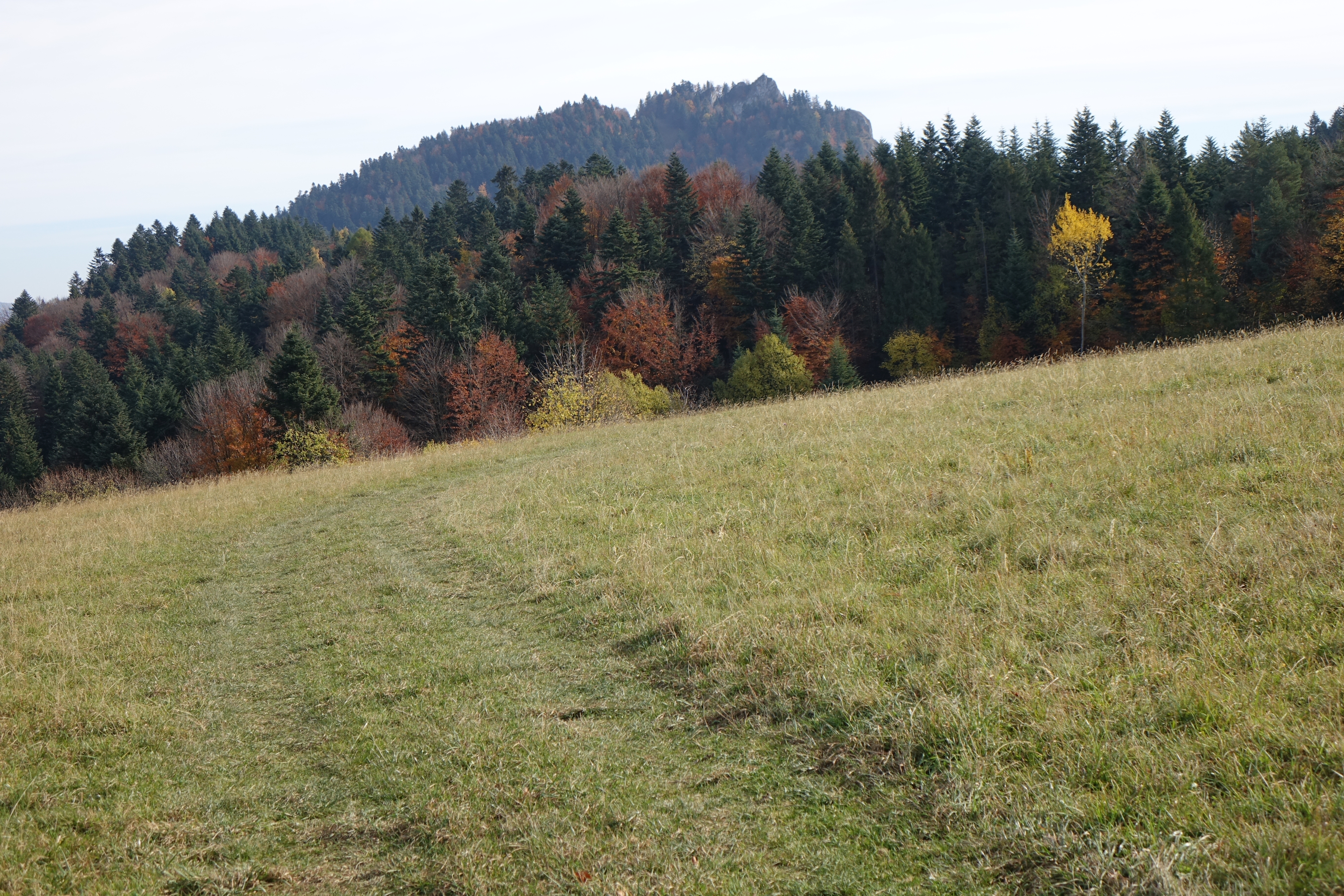
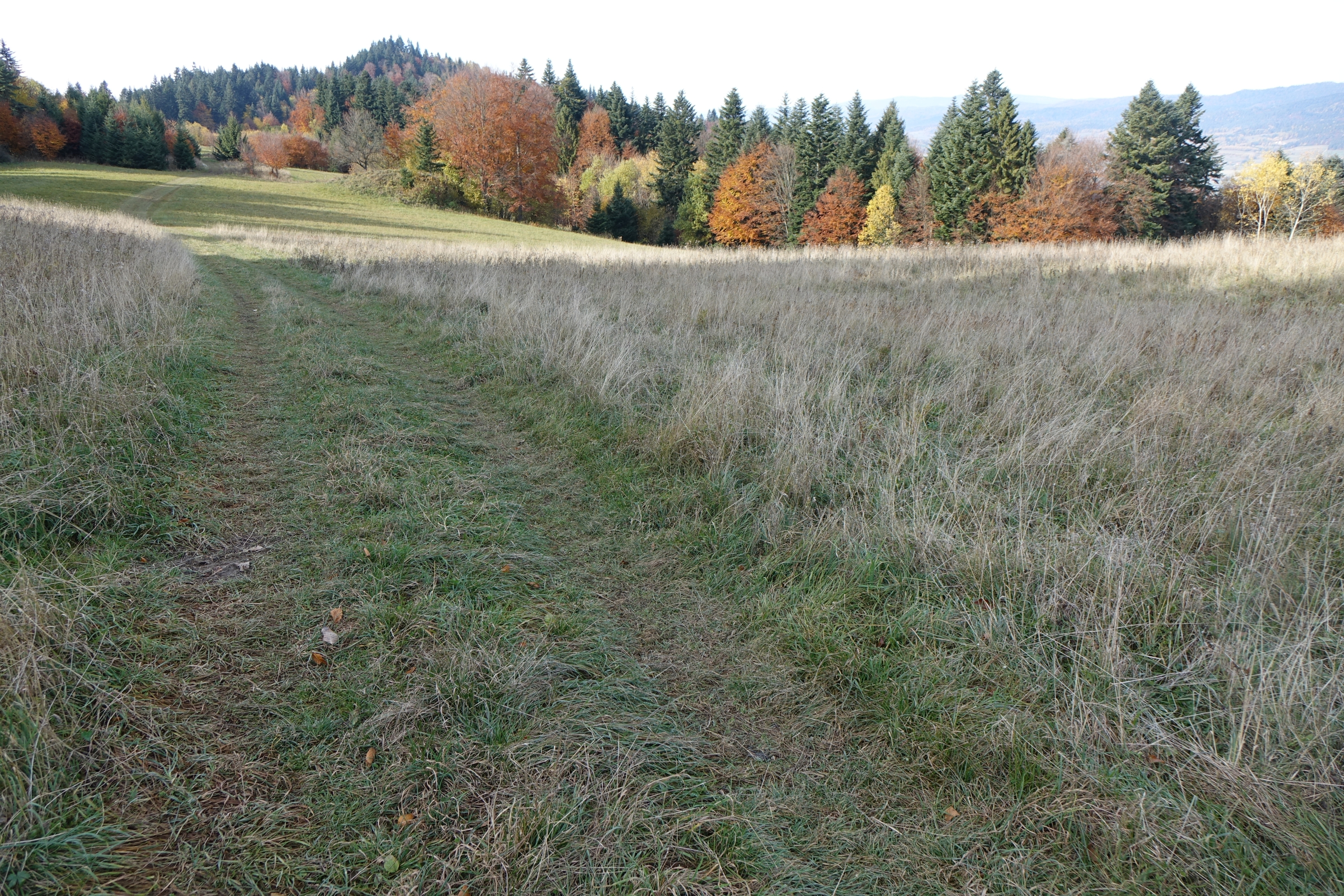
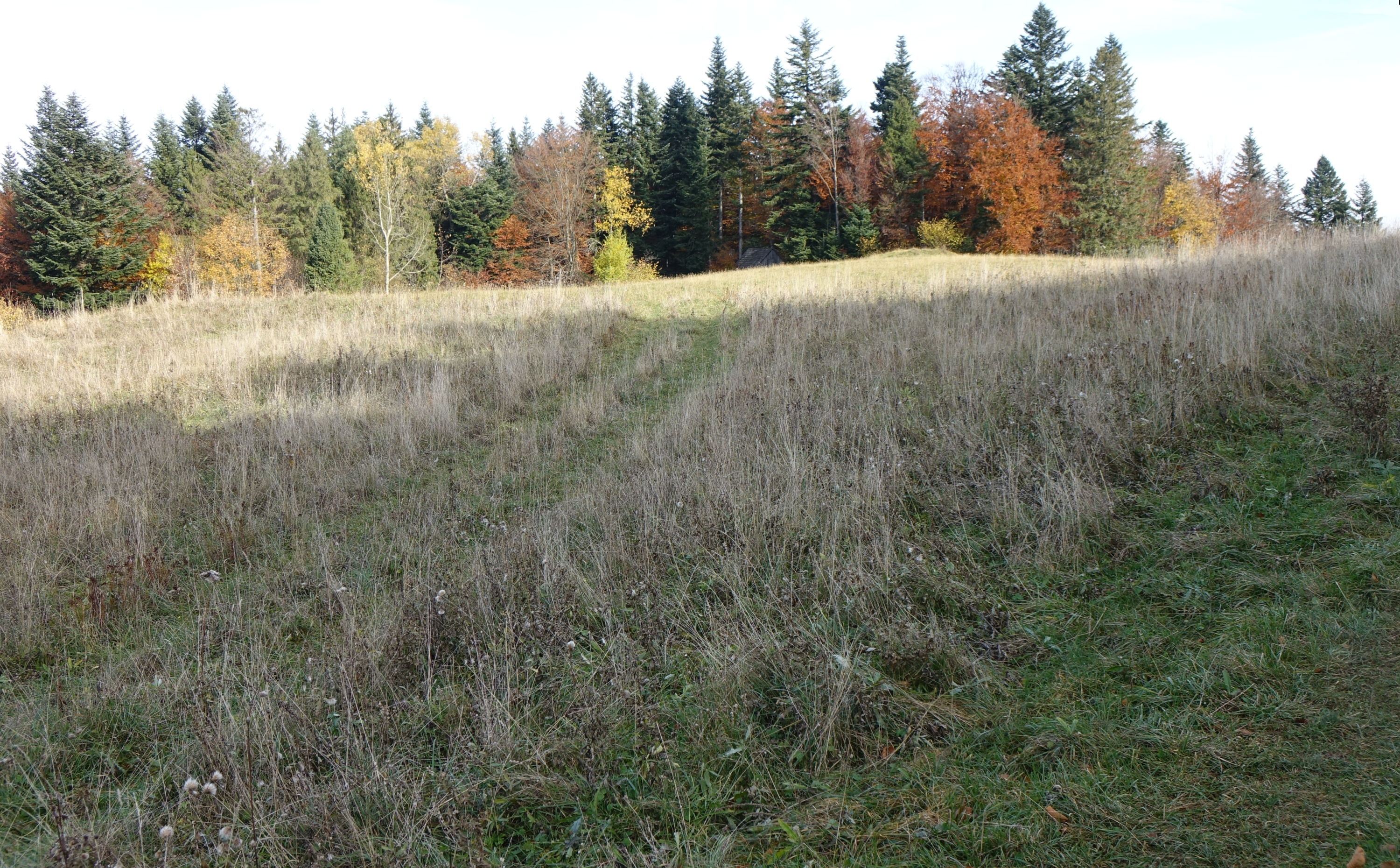
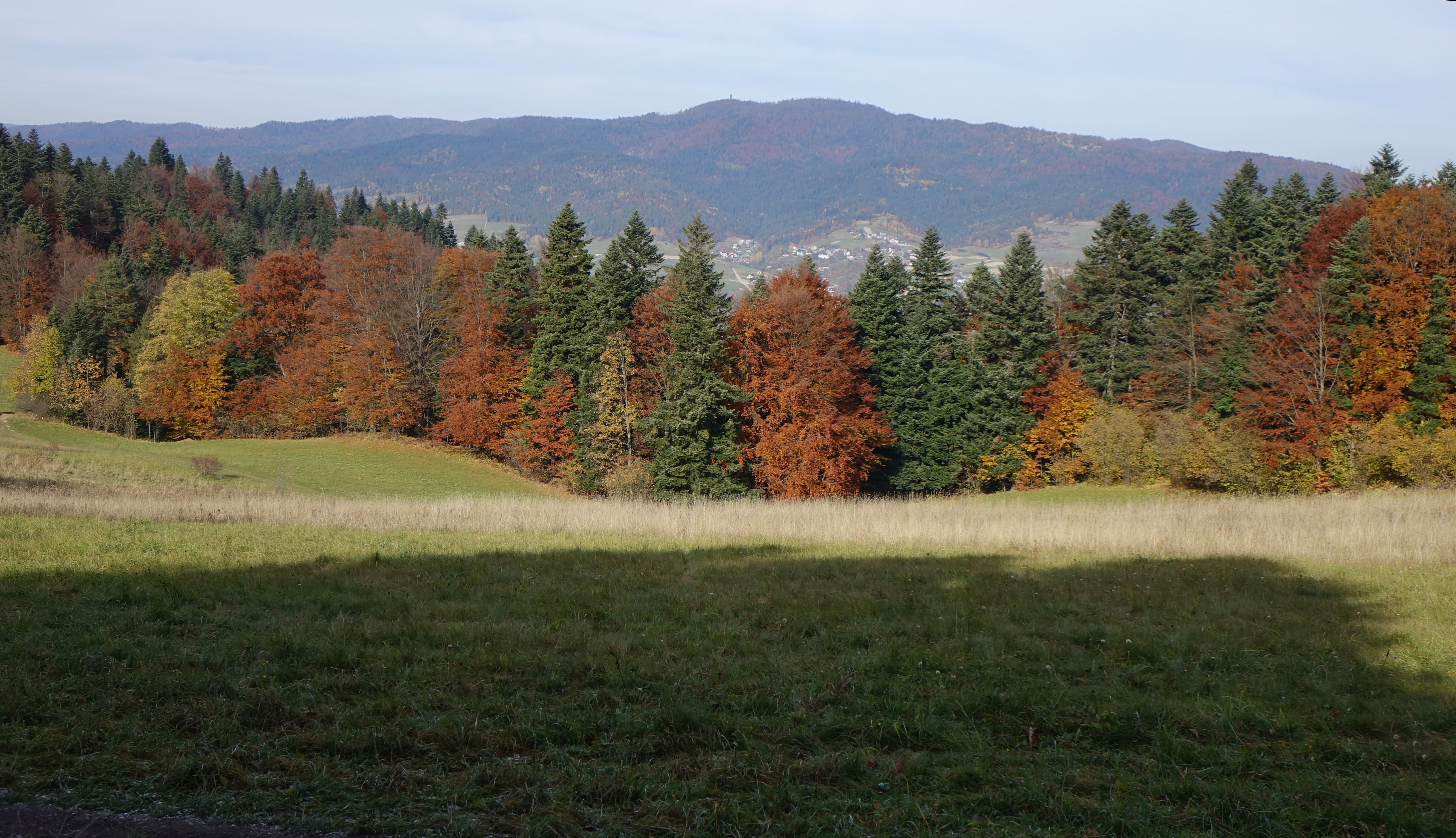
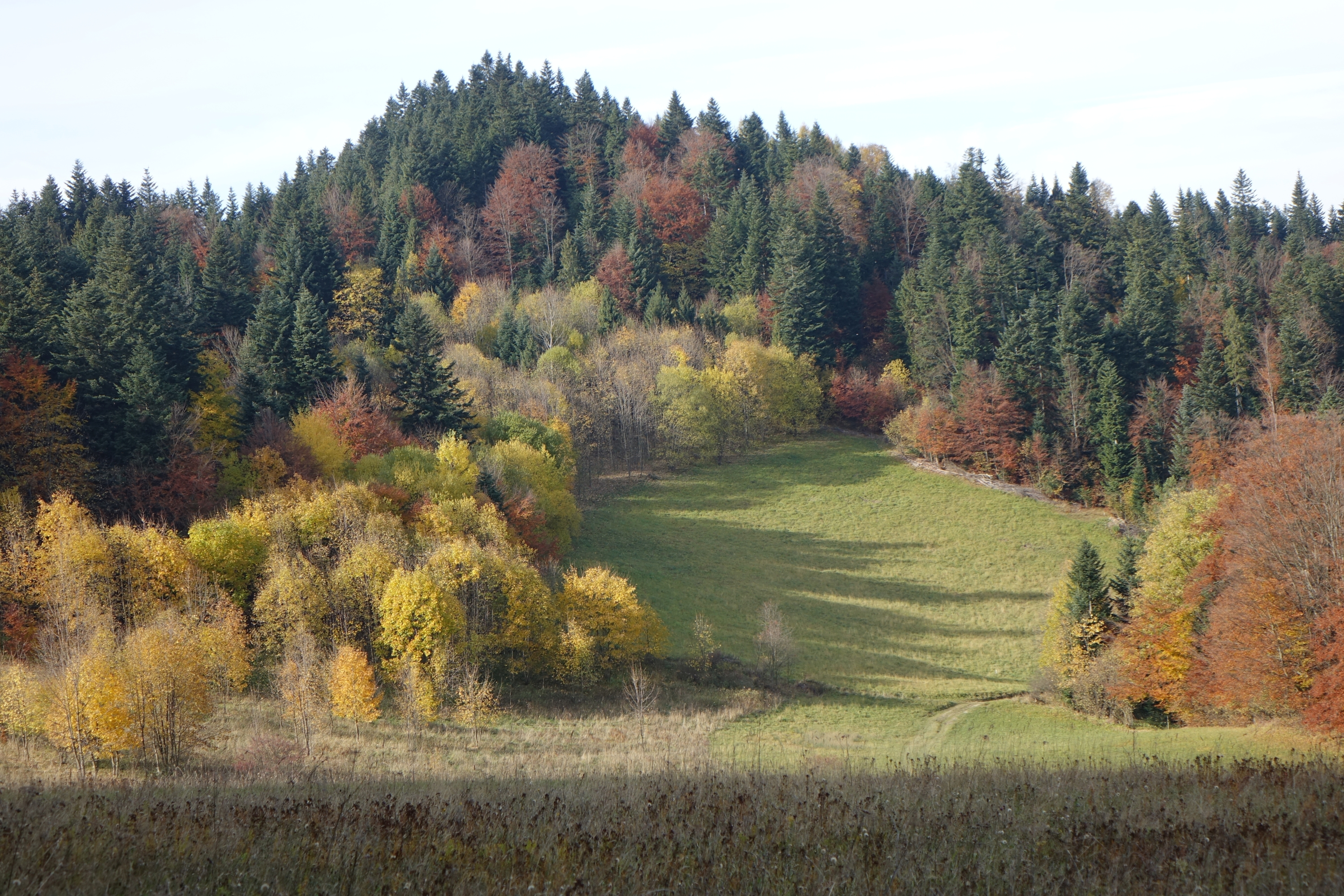